# Lykoúrgos Logothétis
Lykoúrgos Logothétis (grec moderne : Λυκούργος Λογοθέτης) né Geórgios Paplomatás (Γεώργιος Παπλωματάς) le 10 février 1772 (21 février dans le calendrier grégorien) sur Samos et mort le 25 mai 1850 (6 juin dans le calendrier grégorien) était un combattant et homme politique grec qui participa à la guerre d'indépendance grecque.
Il fit d'abord une carrière dans l'administration phanariote au service de l'Empire ottoman, à Constantinople et en Moldavie. Dans la décennie 1800-1810, il s'impliquant dans le conflit politique entre progressistes et réactionnaires qui divisait son île natale. La victoire des réactionnaires lui valut deux exils : sur le mont Athos puis à Smyrne.
En 1819, il fut initié dans la Filikí Etería. Il s'impliqua ensuite très fortement dans la guerre d'indépendance grecque. Il joua un rôle prépondérant dans le déclenchement du massacre de Chios.

## Premières années
Issu d'une des grandes familles de Samos, Geórgios Paplomatás fut éduqué à Karlóvasi sur son île natale avant de rejoindre Constantinople en 1788. Là, il travailla pour les Phanariotes jusque 1795-1796. Il eut ensuite un poste dans l'administration phanariote de la Principauté de Moldavie, d'abord pour Constantin Ypsilántis (1796-1802) puis pour Alexandre Șuțu (1802). Ce fut ce dernier qui le promut au titre de « logothète ». Il fut alors de plus en plus appelé Geórgios Logothétis. Il revint dans la capitale ottomane en 1802, lorsque Șuțu se fiança à Euphrosyne, la fille d'Alexandre Kallimachis. Il y resta jusqu'en 1805.
Cette année-là, une délégation samiote se rendit à Constantinople car l'île était déchirée entre deux factions :  les « Carmagnoles » (en référence à la chanson révolutionnaire française), le parti progressiste et les « Kallikantzari », le parti réactionnaire des propriétaires terriens. Geórgios Logothétis passa l'été 1805 sur l'île, s'impliquant dans la lutte entre les deux factions, du côté des « Carmagnoles ». Il fut à nouveau à Constantinople de l'automne 1805 à l'été 1808. En 1807, les « Kallikantzari » l'emportèrent sur l'île et en profitèrent pour essayer de se débarrasser de Logothétis : d'abord une tentative d'assassinat puis une pour le faire condamner à mort. Après avoir échoué en 1807, ils renouvelèrent leurs tentatives au début de l'été 1808. En novembre, les « Kallikantzari » réussirent enfin à se débarrasser de lui : il fut condamné à l'exil sur le mont Athos. Il passa 1809 et 1810 au monastère de Vatopedi.
Au printemps 1811, il était de retour sur son île. Là, il se lia avec le kapétan Stamátis Georgiádis (el). L'année suivante, il était à la tête de l'ouest de Samos. Au printemps 1813, les « Kallikantzari » tentèrent de l'assassiner pour la quatrième fois. À l'été 1814, il fut arrêté et enfermé une semaine à Vathy avant d'être à nouveau expulsé. Il réussit à s'enfuir et se réfugia à Smyrne où il s'installa comme médecin-pharmacien. Il y vécut de 1814 à 1821.
Durant son exil, Geórgios Logothétis fut initié en 1819 dans la Filikí Etería par Aristídis Pappás (el) et prit le nom de guerre Lykoúrgos (Lycurgue).
Le 17 ou 18 avril 1821, le kapétan Constantín Lachaná déclencha à Vathy l'insurrection contre les Ottomans. Lykoúrgos, qui avait quitté Smyrne le 14 avril, débarqua sur Samos le 24 du même mois. Le 8 mai, était créée l'« Organisation Militaire et Politique de l'Île de Samos » (Στρατοπολιτικό Διοργανισμό της νήσου Σάμου) et Lykoúrgos en devenait « Administrateur Universel et Général » (Γενικός Διοικητής και Στρατηγός). En août 1821, la milice samiote repoussa la tentative ottomane de débarquement menée par le capitan pacha (amiral de la flotte ottomane), Kara-Ali. Lykoúrgos fut promu « Archigénéral de Samos » (Aρχιστράτηγος του Σάμου) par Dimítrios Ypsilántis.

## Massacre de Chios

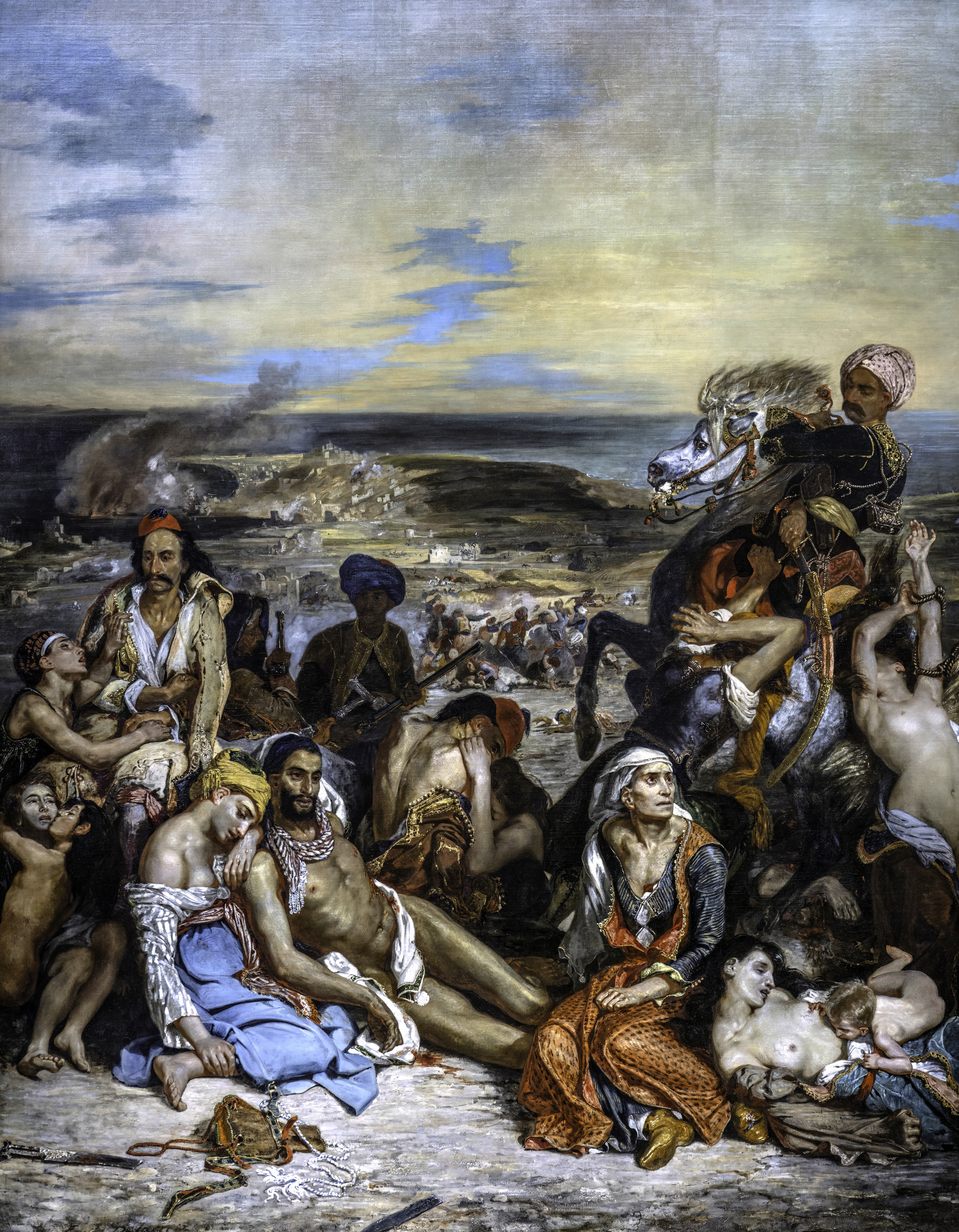
Scènes des massacres de Scio. par Eugène Delacroix

Au début de la guerre d'indépendance grecque, Lykoúrgos tenta de soulever l'île de Chios et entraîna le massacre de ses habitants par les troupes ottomanes.
Le 22 mars 1822 (3 avril dans le calendrier grégorien) Lykoúrgos débarqua sur Chios avec 1 500 à 2 500 hommes pour s'y joindre au capétan local Antónios Bourniás, ancien officier de l'armée française lors de la campagne d'Égypte, et ses 150 klephtes. Ils obligèrent les six cents Ottomans envoyés pour les repousser à se replier dans la forteresse de la capitale de l'île (Chora). Un duel d'artillerie commença entre la citadelle et les canons grecs. La ville fut quant à elle prise et pillée. Les klephtes brûlèrent les bâtiments de la douane et firent fondre le plomb des toits des deux mosquées pour couler de nouvelles munitions. Lorsque les maisons des musulmans eurent été vidées, celles des riches commerçants grecs ne furent pas épargnées. Le butin fut envoyé à Samos. Lykoúrgos et Bourniás désiraient tous deux être proclamés « Sauveur de Chios ». Ils finirent par se mettre d'accord en divisant l'île en deux : le nord pour Bourniás et le sud (avec Chora) pour Lykoúrgos. Les forces militaires et l'administration étaient aussi divisées, réduisant toute possibilité d'action concertée en cas de contre-offensive ottomane. Lykoúrgos était soutenu par ses Samiens, Bourniás s'appuyait sur la foule.
Cependant, la force samienne n'était ni suffisante ni suffisamment armée pour prendre la citadelle. Les canons grecs durent se taire faute de boulets (d'où la nécessité de fondre le plomb pour en fabriquer). Lykoúrgos demanda alors de l'aide à la Grèce insurgée. Psara promit vingt barils de poudre et deux canons (mais pas de boulets) ainsi que six navires de guerre. Le gouvernement installé alors à Corinthe promit quant à lui deux mortiers, cinq batteries de siège et des philhellènes pour les manier. L'aide fut longue à être organisée et transportée. Elle ne parvint pas avant la contre-attaque ottomane.
Le jeudi 11 avril, celui juste avant Pâques, la flotte de Kara-Ali, composée de 46 navires transportant 7 000 hommes,, se présenta devant Chios. La résistance grecque fut brève : le débarquement ottoman ne put cependant être repoussé. Il fut aidé par une sortie des troupes ottomanes de la citadelle. Lykoúrgos et ses Samiens se replièrent. Ils résistèrent le temps que des navires de Psara arrivent pour les évacuer. Chora fut alors pillée et ses habitants massacrés.
Le 26 avril 1822, il fut convoqué devant le Bouleutikó pour s'expliquer sur son rôle sur Chios.
De retour sur Samos, Lykoúrgos participa à la défense de l'île contre les attaques ottomanes, principalement la tentative de débarquement menée par Husrev Pacha en 1824.

## Carrière en Grèce
En 1828, lorsque Samos devint partie intégrante de la jeune Grèce indépendant, Ioánnis Kapodístrias nomma Logothétis dans le Panellínion, le conseil gouvernemental ; il passa au Sénat quand celui-ci remplaça le Panellínion en 1829.
Cependant, le traité de Constantinople (1832) rendit Samos à l'Empire ottoman. Après une dernière tentative de soulèvement (printemps 1834), écrasée par les Ottomans, Logothétis dut définitivement quitter son île natale qui devint la Principauté de Samos, disposant d'une certaine autonomie au sein de l'Empire ottoman.
Logothétis s'installa à Athènes. En 1836, il fut nommé colonel au sein de la Phalange royale qui servait à honorer les anciens combattants de la guerre d'indépendance. Il monta au grade de lieutenant-général en 1847.
Après le Coup d'État du 3 septembre 1843, une Assemblée constituante fut élue. Elle était composée d'élus des diverses régions de l'État grec, mais aussi des régions considérées comme grecques mais encore sous contrôle ottoman. Logothétis fut l'un des deux élus de Samos. En juin 1844, il fut nommé au Sénat nouvellement recréé par la constitution à la rédaction de laquelle il avait participé. 
Il mourut d'un problème cardiaque en mai 1850.